# The Ultimate Warrior
Warrior (ur. 16 czerwca 1959 w Crawfordsville jako James Brian Hellwig, zm. 8 kwietnia 2014 w Scottsdale) – amerykański wrestler i autor komiksów, lepiej znany pod swoim pseudonimem ringowym jako The Ultimate Warrior. Był znany ze swojego nietypowego wyglądu i stylu. Występował z namalowaną na twarzy maską, często mówił tajemniczymi zagadkami i był energiczny. Był pierwszym zawodnikiem, który posiadał główne mistrzostwo WWF i mistrzostwo Intercontinental jednocześnie. Jest członkiem WWE Hall of Fame i patronem nagrody specjalnej Warrior Award.

## Wczesne życie
Urodził się 16 czerwca 1959 w Crawfordsville w stanie Indiana jako James Brian Hellwig. Zanim zaczął karierę wrestlerską był kulturystą.

## Kariera wrestlerska

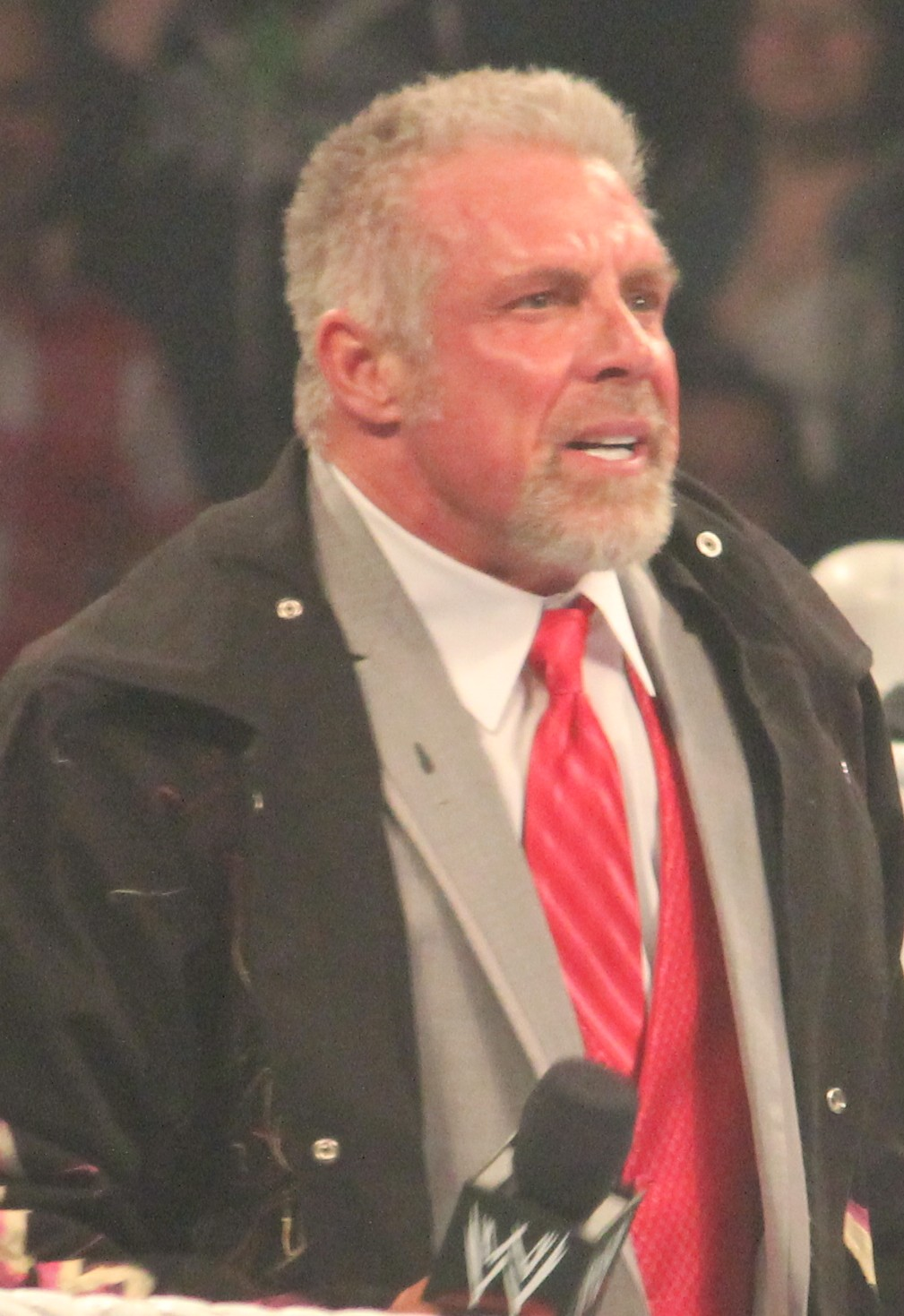
Ultimate Warrior w odcinku Raw, dzień przed swoją śmiercią

Jego trenerem był Red Bastien. Debiutował jako wrestler w 1985. W krótkim czasie charakterystyczne dla niego stało się występowanie z namalowaną na twarzy maską, mówienie tajemniczymi zagadkami oraz wyjątkowe energiczność i agresja. Wiele walk kończyło się jego szybką wygraną. W 1987 dołączył do organizacji World Wrestling Federation (WWF).
24 stycznia 1988 wziął udział w głównej bitwie na inauguracyjnej gali Royal Rumble. Wszedł na ring jako osiemnasty i został wyeliminowany jako czternasty przez One Man Ganga. W 1988 na gali SummerSlam pokonał The Honky Tonk Mana w 30 sekund i wygrał należący do przeciwnika pas Intercontinental Championship, który skutecznie obronił w walkach z takimi przeciwnikami jak Mr. Perfect i Rick Rude.
W 1989 roku na Royal Rumble odbył się konkurs na pozowanie kulturystyczne, w którym udział wziął on i Rick Rude. Warrior zwyciężył w każdej kategorii, więc Rude zaatakował go metalowym prętem i uciekł z ringu. Obaj zawodnicy zmierzyli się ze sobą 2 kwietnia 1989 na gali WrestleMania V, w walce o mistrzostwo Intercontinental. Dzięki pomocy swojego managera, Bobby’ego Heenana, Rude wygrał i zdobył swoje pierwsze mistrzostwo w WWF. Panowanie Rude'a zakończyło się 28 sierpnia na gali SummerSlam, kiedy to Warrior pokonał go w walce dzięki interwencji Rowdy Roddy Pipera.
21 stycznia 1990 po raz kolejny wziął udział w bitwie na gali Royal Rumble Wszedł na ring jako dwudziesty-pierwszy i wyeliminował kolejno Dino Bravo, Jima Neidharta (z pomocą Ricka Martela i Teda DiBiase), Teda DiBiase, Tito Santanę, Shawna Michaelsa oraz Ricka Martela, a następnie został wyeliminowany jako dwudziesty-szósty przez Hulka Hogana. Zanim jednak został wyeliminowany, wymienił znaczące spojrzenia z Hoganem, co było zapowiedzią ich rywalizacji. 1 kwietnia zmierzył się z Hoganem na gali WrestleMania VI i pokonał go, w związku z czym przejął należące dotąd do przeciwnika główne mistrzostwo WWF. 27 sierpnia 1990 na gali SummerSlam Warrior obronił tytuł w stalowej klatce, pokonując Ricka Rude'a w 10 minut.
19 stycznia 1991 na gali Royal Rumble, wbrew zasadom, Randy Savage pomógł Sgt. Slaughterowi pokonać The Ultimate Warriora w walce o pas WWE World Heavyweight Championship. Sherri Martel rozkojarzyła mistrza, a Savage uderzył go w głowę niedozwolonym przedmiotem. Tego wieczoru Savage miał też wystąpić w głównej bitwie, ale choć został wylosowany jako osiemnasty, nie pojawił się, gdyż w międzyczasie został wygoniony z budynku przez Warriora. 24 marca na gali WrestleMania VII Savage i Warrior zmierzyli się w walce, w której zgodnie z zakładem przegrany miał być zmuszony do przejścia na emeryturę. Wygrał The Ultimate Warrior. Później rywalizował z The Undertakerem, Papa Shango i Sidem Viscious. Na gali WrestleMania XII pokonał Triple H-a, a niedługo potem przeniósł się do organizacji World Championship Wrestling (WCW).
W 1998 po wielu latach doszło do walki rewanżowej między Hulkiem Hoganem i Ultimate Warriorem. Walkę na gali Halloween Havoc zwyciężył Hogan.
27 maja 1996 wziął udział w turnieju King of the Ring. W pierwszej rundzie zmierzył się z Goldustem i obaj wrestlerzy przegrali przez wyliczenie.
Przeszedł na emeryturę w 1999.
6 kwietnia 2014 Warrior został przyłączony do galerii sławy WWE Hall of Fame, trzy dni przed swoją śmiercią. Jego wprowadzającą była Linda McMahon. Na ceremonii dołączenia Warrior zaproponował utworzenie specjalnej kategorii Hall of Fame o nazwie Jimmy Miranda Award, przeznaczonej dla personelu WWE pracującego za kulisami. Zmarły w 2002 Miranda był pracownikiem działu towarowego WWE przez ponad 20 lat.

## Inne media
Miał rolę cameo w komedii Odd Jobs i w filmie akcji Ognisty ring, w którym grał szermierza.

### Komiksy
Zajmował się też tworzeniem komiksów o postaci, która nazywała się i wyglądała tak jak wrestlingowe alter ego Warriora. Choć początkowo jego komiksy sprzedawały się bardzo dobrze, ze względu na popularność autora, sprzedaż kolejnych części szybko zaczęła spadać. Komiksy Warriora były krytykowane za to, że jest w nich za dużo dialogów i za mało akcji oraz że fabuła jest niezrozumiała. Ostatnia część komiksowej serii jest zbiorem rysunków, na których Warrior krzywdzi niezwiązane z religią postacie kojarzone ze Bożym Narodzeniem, takie jak Święty Mikołaj, Grinch, elfy i renifery.

### Gry komputerowe
Przedstawiająca go postać pojawiła się w czternastu grach: WWF European Rampage Tour (1992, C64), WWF In Your House (1996, PS, Saturn, PC), WWF Superstars (1991, GB), WWF Super Wrestlemania (1992, Genesis), WWF Wrestlemania Challenge (1990, NES), Showdown: Legends Of Wrestling, (2004, Xbox, PS2), Fire Pro Wrestling 2nd Bout (1991, PC), WWE Legends Of WrestleMania (2009, Xbox360, PS3), WWE All-Stars (2011, Wii, 3DS, Xbox360, PS2, PS3, PSP), WWE 2K14 (2013, Xbox360, PS3), WWE 2K15 (2014, Xbox360, XboxOne, PS3, PS4, PC), WWE 2K16 (2015, Xbox360, XboxOne, PS3, PS4, PC), WWE 2K17 (2016, Xbox360, XboxOne, PS3, PS4, PC) i WWE 2K18 (2017, XboxOne, PS4, PC).

## Życie prywatne

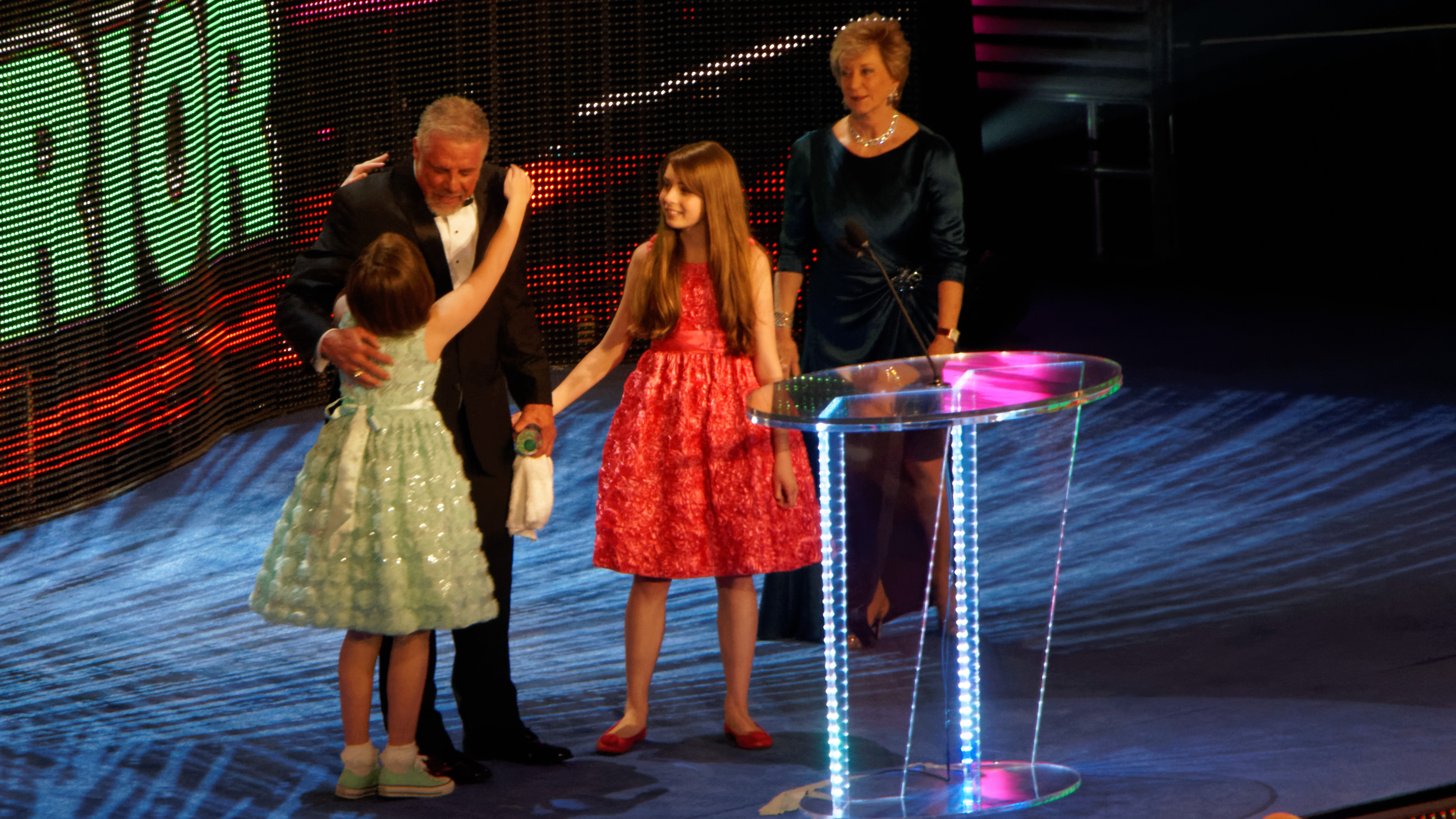
Ultimate Warrior i jego córki, Mattigan (z lewej) oraz Indiana (z prawej) na ceremonii dołączenia Warriora do WWE Hall of Fame

W 1993 prawnie zastąpił swoje prawdziwe imię i nazwisko imieniem Warrior. Poślubił Danę Viale, która przyjęła imię męża jako swoje nazwisko. Razem mieli dwie córki, Indianę i Mattigan Warrior.
Słynął z kontrowersyjnych poglądów i wypowiedzi, które były szeroko komentowane w mediach. Na swoim blogu napisał między innymi, że biedni, w większości czarni mieszkańcy Orlando bez samochodów nie powinni narzekać na to, że Huragan Katrina zniszczył im życie, ponieważ oni sami zniszczyli sobie życie już wcześniej złymi decyzjami. Głosił, że homoseksualiści i heteroseksualiści nie są sobie równi. Lekceważył dokonania Martina Luthera Kinga. Stwierdził, że śmierć Heatha Ledgera, który grał homoseksualistę w filmie Tajemnica Brokeback Mountain, jest dobra dla jego syna, który rzekomo miał od tego momentu szansę w pełni wyzdrowieć. Gdy u Bobby’ego Heenana zdiagnozowano raka, Warrior nazwał to karmą.

## Śmierć i upamiętnienie
Zmarł 8 kwietnia 2014 w Scottsdale w stanie Arizona na zawał mięśnia sercowego. Jego ciało zostało skremowane, a prochy oddane rodzinie i przyjaciołom.
27 marca 2015 na konwencie WrestleMania Axxess w towarzystwie rodziny zmarłego, Triple H odsłonił posąg z brązu przedstawiający Ultimate Warriora.
Po śmierci Warriora WWE ustanowiło nagrodę o nazwie The Warrior Award, nazwaną rzekomo na cześć jej pomysłodawcy, jednak zmieniając jej koncepcję. W filmach promujących nowo utworzoną kategorię zostały wykorzystane wypowiedzi Warriora, jednak tak zmontowane, aby wynikało z nich, że były wrestler proponuje nagrodę dla osób, które ogólnie pomagają i inspirują innych, a nie dla zasłużonych pracowników WWE, którzy nie występują w telewizji. Takie postępowanie krytykował między innymi były konferansjer WWE Justin Roberts. WWE oświadczyło w odpowiedzi, że nagroda spełnia oczekiwania jej pomysłodawcy, gdyż jest przyznawana corocznie cichym bohaterom zarówno wśród pracowników organizacji, jak i wśród fanów. Nagroda jest wręczana corocznie przez Danę Warrior, wdowę po Warriorze.

## Mistrzostwa i osiągnięcia
- Nu-Wrestling Evolution
  - NWE World Heavyweight Championship (1 raz)
- World Class Wrestling Association
  - WCWA Texas Heavyweight Championship (1 raz)
  - World Class World Tag Team Championship (1 raz) – z Lance’em von Erichem
- World Wrestling Federation
  - WWF Intercontinental Championship (2 razy)
  - WWF World Heavyweight Championship (1 raz)
  - WWE Hall of Fame (2014)
- Pro Wrestling Illustrated
  - Feud roku (1991) – z The Undertakerem
  - Powrót roku (1992)
- Wrestling Observer Newsletter
  - Najbardziej przeceniany wrestler (1989, 1990, 1991)[1]